# Домманж, Рене
Рене Огюст Луи Анри Домманж (фр. René Auguste Louis Henri Dommange; 18 декабря 1888, Париж — 27 мая 1977, Авон, департамент Сена и Марна) — французский политик и музыкальный издатель.
Окончил Свободную школу политических наук (ныне Парижский институт политических исследований), доктор права (диссертация по вопросам государственного правового регулирования железнодорожного сообщения, фр. Du pouvoir réglementaire de l’Administration en matière de Chemins de fer d’intérêt général). С 1909 г. практиковал как адвокат Парижского апелляционного суда. В годы Первой мировой войны участвовал в военных действиях. В 1919—1920 гг. председатель конференции парижских адвокатов.
В 1920 г. по приглашению своего двоюродного брата Жака Дюрана стал компаньоном музыкального издательства Durand & Cie, а после смерти Дюрана в 1928 году возглавил издательство и руководил им до конца жизни. Интерес Домманжа к музыкальному авангарду удерживал издательство на лидирующих позициях французского музыкального рынка; в частности, Домманж был близко связан с Морисом Равелем.
В 1932—1942 гг. депутат Национального собрания Франции от VII округа Парижа. На выборах 1932 года одержал победу над Анри де Кериллисом. В парламенте входил в правоконсервативную группу независимых республиканцев Жоржа Манделя, состоял в комиссиях по торговле и промышленности и по образованию и искусству, в 1937—1939 гг. исполнял обязанности заместителя председателя в первой из них и секретаря во второй. Участвовал в антиправительственных демонстрациях 6 февраля 1934 года. Выступал с различными инициативами по борьбе с масонством, по усложнению натурализации, в 1939 г. был одним из авторов законопроекта о запрете Коммунистической партии. 10 июля 1940 г. голосовал за предоставление особых полномочий маршалу Петену.
В 1941—1944 гг. член муниципального совета Парижа. Награждён Орденом Франциски под номером 130. Вместе с Клодом Дельвенкуром был одним из главных руководителей музыкальной жизни в вишистской Франции. Занимался как вопросами культуры, так и проектами экономических реформ — в частности, провёл ряд конференций по обсуждению планов отказа от заработной платы наёмным рабочим и служащим и её замены на долевое участие в прибыли, на эту же тему опубликовал брошюру «Условия социального мира через корпоративную организацию и преобразование оплаты труда» (фр. Conditions de la paix sociale par l'organisation corporative et la transformation du salariat).
После освобождения Франции был приговорён судом чести к запрету на занятие выборных должностей. В дальнейшем полностью посвятил себя работе в своём музыкальном издательстве. В 1948 г. председательствовал в секции музыки на Международном конгрессе издателей. Выступал с публикациями по вопросам защиты авторского права.